# Centre Parroquial (Ripollet)
El Centre Parroquial és un edifici de Ripollet (Vallés Occidental) inclòs a l'Inventari del Patrimoni Arquitectònic de Catalunya.

## Descripció
És un edifici de planta rectangular de maó vist. A la planta baixa, es troba la obertura de la porta al mig, d'arc de mig punt amb motllura dentellada i pilastres. Flanquejant aquesta porta, parelles de finestres d'arcs de mig punt més dues finestres més, una a cadascun dels extrems de la façana. Totes segueixen la mateixa tipologia de pilastra a banda i banda de la finestra i motllura que ressegueix l'arc. Una motllura pintada de blanc separa la planta baixa del primer pis, tot incorporant-se a la base de la tribuna que sobresurt al primer pis. La tribuna està formada per tres cossos, el central amb més voladís que els laterals i fent una línia ondulant, i està pintat de blanc. Al seu damunt es pot veure una creu patada feta de calat. El coronament reprèn les motllures pintades de blanc, amb línies ondulants combinades amb línies rectes, rematades als extrems per elements esfèrics.

## Història
L'any 1925 es va obrir per primer cop el Centre parroquial que ha estat sempre, un lloc emblemàtic de Ripollet i un referent cultural i social de la vila. La guerra va provocar que una bomba el destruís o fos enderrocat. Al 1952 es reinaugurava amb un teatre i sales per a les entitats que volguessin utilitzar-les. Al Centre Parroquial hi han passat entitats com l'Esplai l'Estel, Ripollet Sardanista, el Club de Tennis i el de Bàsquet i els Amics del Teatre, que hi van néixer i es mantenen fent les seves funcions al Centre.
El Centre parroquial de Ripollet és un centre privat propietat del bisbat on, per això aquí es fan també les classes de catequesis per als nens i nenes que volen fer la comunió.